# Tetjana Mujinjo
Tetjana Robertiwna Mujinjo (ukrainisch Тетяна Робертівна Муїньо; * 7. Dezember 1989 in Odessa), auch bekannt als Tanu Muino, ist eine ukrainische Musikvideoregisseurin, Designerin,  Stylistin und Fotografin.

## Leben und Wirken
Tetjana Mujinjo wurde in der Ukraine als Tochter einer Ukrainerin und eines Kubaners geboren und lebte bis zu ihrem sechsten Lebensjahr in Havanna. Sie begann ihre Karriere in der Ukraine. Tanu hat einen Abschluss in Weltwirtschaft und Programmierung und arbeitete als Fotografin, Modedesignerin und Regisseurin. Der internationale Durchbruch gelang ihr 2019, als sie Regie beim Musikvideo zu Small Talk von Katy Perry führte.
Tetjana Mujinjo führte Regie beim Auftritt von Alyona Alyona und Jerry Heil, die die Ukraine beim Eurovision Song Contest 2024 mit dem Lied Teresa & Maria vertreten.
Am 29. Oktober 2024 wurde Lady Gagas Musikvideo zum Song „Disease“ unter der Regie von Tanu Muino veröffentlicht.

## Werke (Auswahl)
- Small Talk von Katy Perry, 2019
- Montero von Lil Nas X, 2021[5]
- One Right Now von Post Malone, 2023[6]
- As It Was von Harry Styles, 2022[7]
- Save Yourself von One Ok Rock, 2022[8]
- Hold Me Closer von Elton John and Britney Spears, 2022[9]
- I'm Not Here to Make Friends von Sam Smith, 2023[10]
- Attention von Doja Cat, 2023[11]
- Daylight von Harry Styles, 2023[12]
- Bongos von Cardi B and Megan Thee Stallion, 2023[13]
- TK421 von Lenny Kravitz, 2023[14]
- Standing Next to You von Jungkook, 2023[15]
- Can't Get Enough von Jennifer Lopez featuring Latto, 2024
- Illusion von Dua Lipa, 2024
- Disease von Lady Gaga, 2024[16]

## Auszeichnungen (Auswahl)
- YUNA (Yearly Ukrainian National Awards)
- M1 Music Awards
- MTV Video Music Awards/Best Direction[17]